# Zielona Zatoka
Zielona Zatoka – sztuczny zbiornik wodny położony na gruntach wsi Łącznik i Dębina w gminie Biała, powiecie prudnickim, województwie opolskim, utworzony w wyniku zalania wyrobiska. Powierzchnia zbiornika wynosi 18 ha.
Akwen znajduje się pomiędzy wsiami Łącznik, Dębina i Mokra, przy skrzyżowaniu dróg wojewódzkich nr 407 (Nysa–Łącznik) i 414 (Prudnik–Opole).
Zbiornik powstał w wyniku eksploatacji żwiru, został zagospodarowany według projektu Wita Ferenca, na przełomie lat 80. i 90. XX wieku. Na bazie zbiornika, Roman Jurkowski z Prudnika w 2004 utworzył agroturystyczny kompleks rekreacyjno-wypoczynkowy z bazą noclegową, kąpieliskiem z plażą, wypożyczalnią sprzętu pływającego, łowiskiem i smażalnią ryb. Zgodnie z uchwałą Rady Miejskiej w Białej, w 2006 ulica w Dębinie prowadząca do kompleksu otrzymała nazwę Zielonej Zatoki. W nocy z 4 na 5 lutego 2008 na terenie kompleksu wybuchł pożar. Od 2012 kąpielisko zabezpiecza WOPR Prudnik. Badania jakości wody przeprowadza prudnicki sanepid.